# Банцков
Банцков (нем. Banzkow) — община в Германии, в земле Мекленбург-Передняя Померания. Входит в состав района Пархим. Подчиняется управлению Кривиц. Население составляет 2718 человек (на 31 декабря 2010 года). Занимает площадь 28,26 км².
В состав Банцкова входят три посёлка: Гольденштедт, Ямел и Миров.

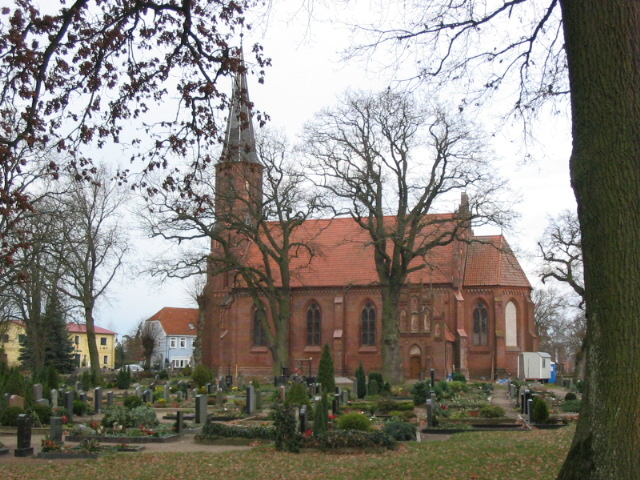
Церковь
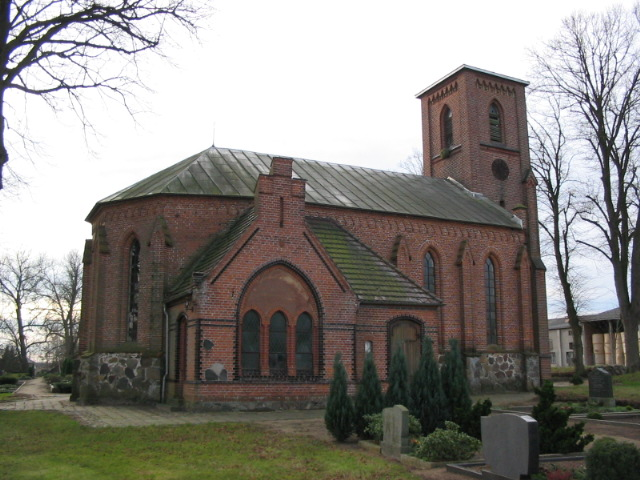
Церковь